# ناهارخوران
سروش جنگل یکی از  گرانترین  محله های نهار خوران و محله ای اعیان نشین است که در ۱۰ سال اخیر با رشد چشمگیر شهر گرگان ساخت و ساز در این منطقه رونق یافت 
لوکس ترین آپارتمان های گرگان در نهار خوران و در این محله ساخته می‌شوند این محله به خاطر نزدیک بودن به جنگل از حال و هوای خوبی بهره مند است

## نام
از قدیم، بر سر راه کاروان‌های حجاج یا زائران قرار داشته‌است. این کاروان‌ها غالباً در دامنه‌های کوه‌های جنوب گرگان، اتراق کرده و چاشت ناهار می‌خوردند. به همین سبب این منطقه ناهارخوران شده‌است و البته هنوز هم مردم به آنجا می‌آیند و ناهار می‌خورند.

## ویژگی‌ها

### ویژگی‌های طبیعی
ناهارخوران و منطقه جنگلی آن که مطالعات نشان می‌دهد با ۴۰ میلیون سال قدمت در زمره مجموعه جنگل‌های هیرکانی بوده و به عصر ژوراسیک بازمی‌گردند، اقلیمی معتدل و نیمه‌مرطوب دارند. هر قدر، ارتفاع بیشتر می‌شود، می‌توان خنکی هوا را نسبت به گرگان و حتی پایین دست ناهارخوران هم احساس کرد. بر پایه آنچه در دانشنامه گلستان آمده‌است، منطقه جنگلی ناهارخوران با شیبی تند شروع می‌شود و پس از گذر کوتاهی از مسیر، یکنواخت می‌شود و تا پایان، ادامه می‌یابد.
جنگل‌های ناهارخوران بازمانده‌یی از جنگل‌های کهن هیرکانی است و هنوز هم می‌توان، باوجود جنگل زدایی‌ها اراضی متراکمی را آنجا شاهد بود. از جمله گونه‌های گیاهی این جنگل، درختان بلوط، انجیلی، ممرز، افرا، نمدار، گیلاس وحشی، آزاد، خرمندی و درختچه‌های تمشک، کوله خاس گرگانی، ازگیل و ولیک هستند که همگی بومی منطقه اند. اما درختان و گیاهانی هم هستند که اگرچه بومی نیستند، اما زیبایی خاصی به جنگل ناهارخوران بخشیده‌اند و کاج، سرو، ماگنولیا، شمشاد، برگ نو، بید مجنون، پاپیتال و مینا از آن جمله اند. با وجود نفوذ انسان‌ها تا عمق جنگل و از میان رفتن بافت طبیعی و زیستگاه‌های آن، هنوز هم گونه‌های جانوری در این منطقه زیست می‌کنند. گراز، شغال، خفاش، موش، راسو، سنجاب، عقاب، شاهین، قمری، دارکوب، جغد، دم جنبانک، صعوه، سهره، چرخ ریسک، گنجشک، کلاغ، سار و مارمولک از جمله این جانوران هستند.

### ویژگی‌های گردشگری

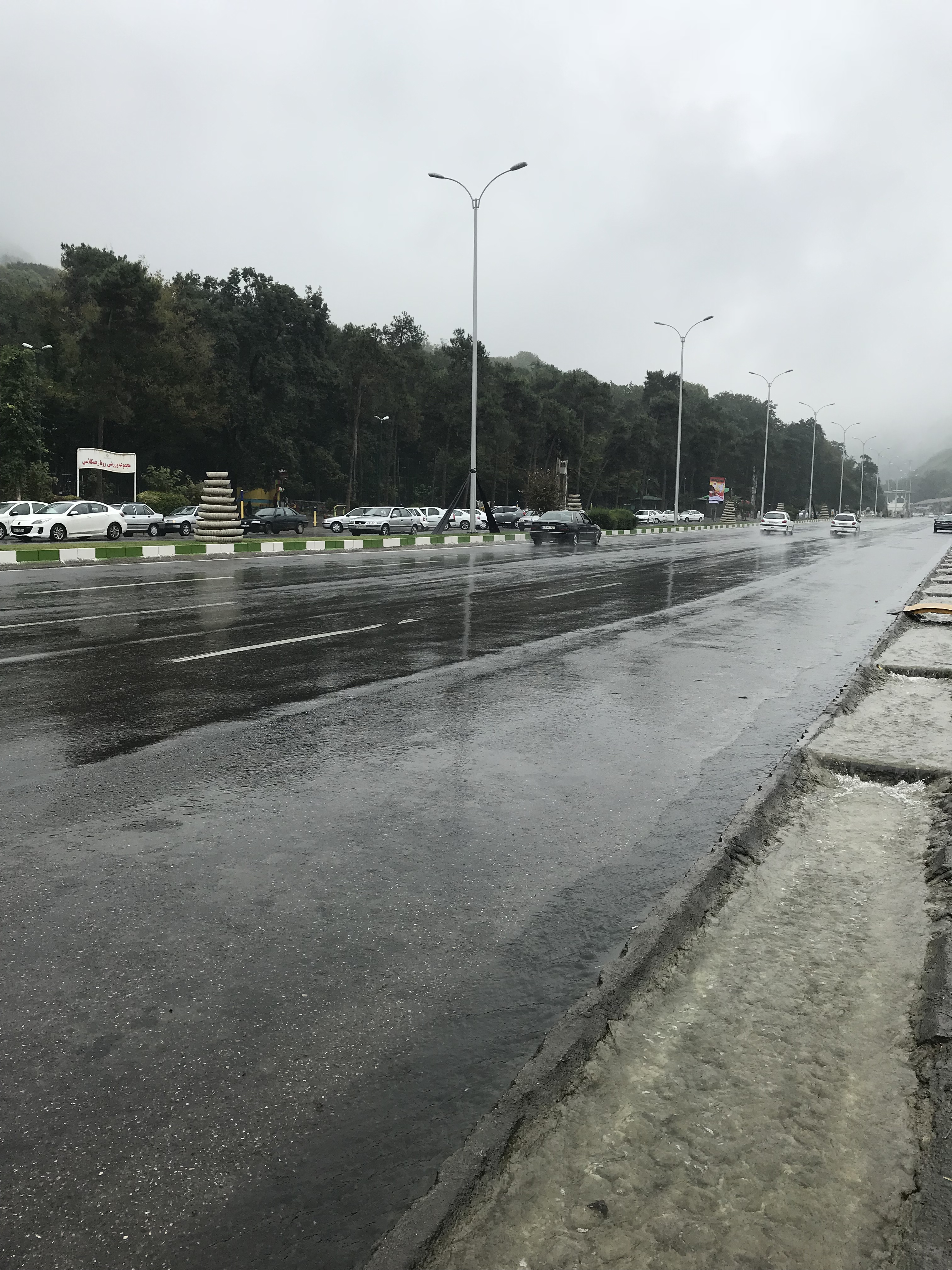
جادهٔ ناهارخوران در یک روز بارانی

این منطقه از هوای نسبتاً مطبوع و ملایم تری در مقایسه با شهر و مناطق شمالی این منطقه برخوردار است. به مرور زمان و با افزایش جمعیت و وسعت شهر گرگان از حدود ۲۰ سال قبل فاصله بین مرکز شهر و ناهارخوران به خیابانی عمومی و نسبتاً شلوغ و پر رفت‌وآمد تبدیل شده و اکنون یکی از خیابان‌های طولانی و اصلی گرگان است. این خیابان که به جاده ناهارخوران مشهور است، مسیری برای پیاده‌روی و نیز، تفریح مردم است.

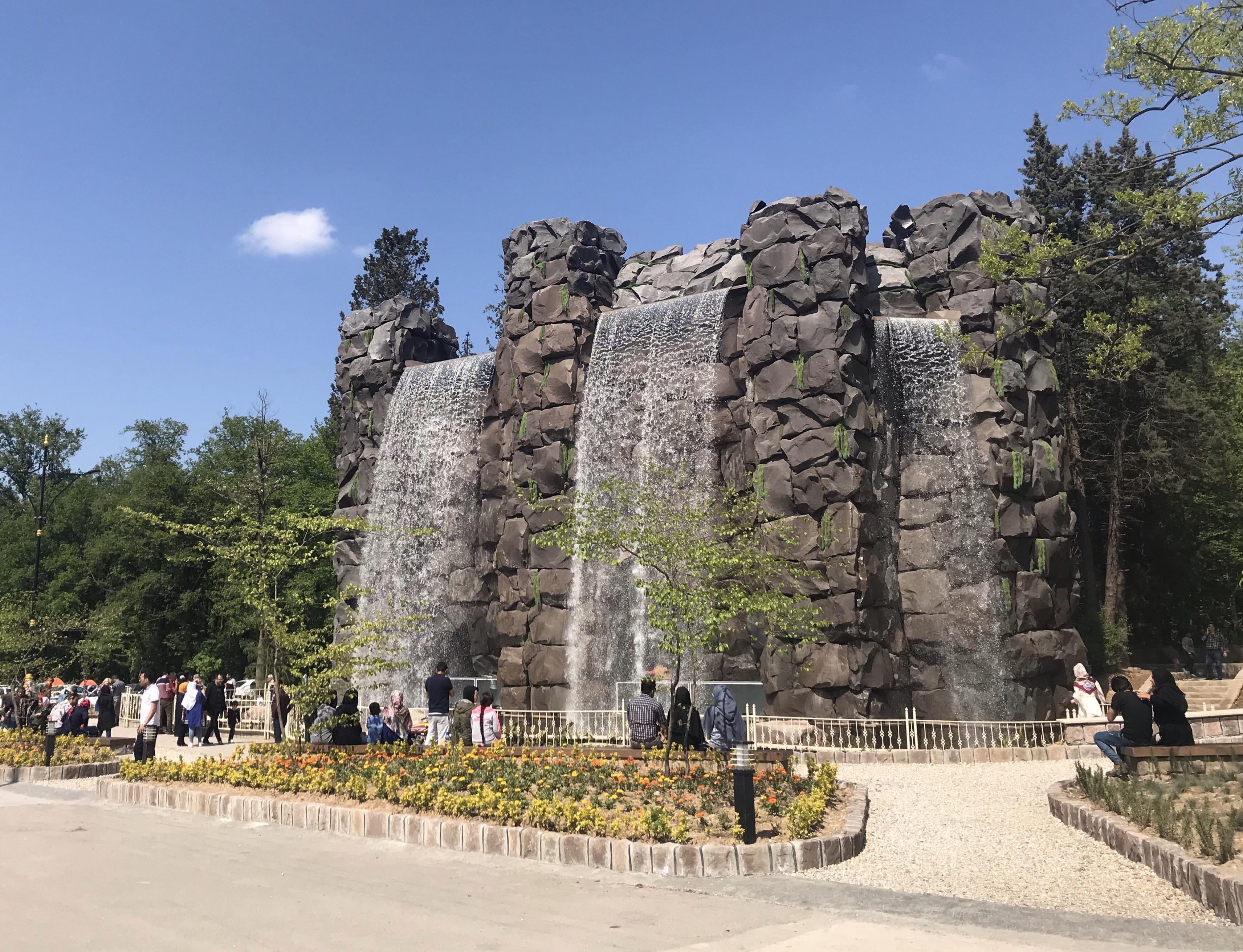
آبشار مصنوعی در ناهارخوران

جوانان و به ویژه گرگانی ها (و گاه از دیگر شهرهای اطراف) در نیمه راه این جاده در نزدیکی محلی به نام باباطاهر، جنگل مصنوعی و ورودی جنگل النگ دره، مراسم و آدابی دارند. معمولاً شب‌های پنجشنبه و جمعه مردم شهر به این نقطه آمده و از هوای تازه و ملایم آن استفاده می‌کنند. در غروب روزهای تابستان و ساعات اولیه شب گاهی تعداد مردم در محدوده‌ای به وسعت دو سه کیلومتر مربع به بیش از ۳۰ هزار نفر می‌رسد. در زمستان‌ها نیز بسیاری از مردم برای روزهای برفی و در فصل پاییز برای رنگ‌های زیبای درختان انجیلی که به صورت قرمز و زرد و گل بهی اند به این منطقه روانه می‌شوند چند قهوه‌خانه و رستوران و مهمانسرا و چهار هتل (هتل شهرداری، هتل جهان‌گردی، هتل راه و ماه، هتل رستوران باباطاهر) نیز در محوطه ناهارخوران وجود دارد که پذیرای مهمانی‌ها و گردشگران می‌باشند.
مسیر جاده ناهارخوران به سمت جنوب پس از حدود ۷ کیلومتر به روستای زیارت می‌رسد با دو آبشار بلند و چشمه آب گرم که از ییلاق‌های معروف شمال و نقاط دیدنی منطقه‌است و به لحاظ حیات‌های تو در تو و رنگ دیوار خانه‌ها و قدمت آن جزو ۲۰ روستای برتر گردشگری ایران است. در حال حاضر مورد تعرض آپارتمان سازها واقع شده و ارزش و جاذبه گردشگری خود را از دست می‌دهد.

## نگارخانه

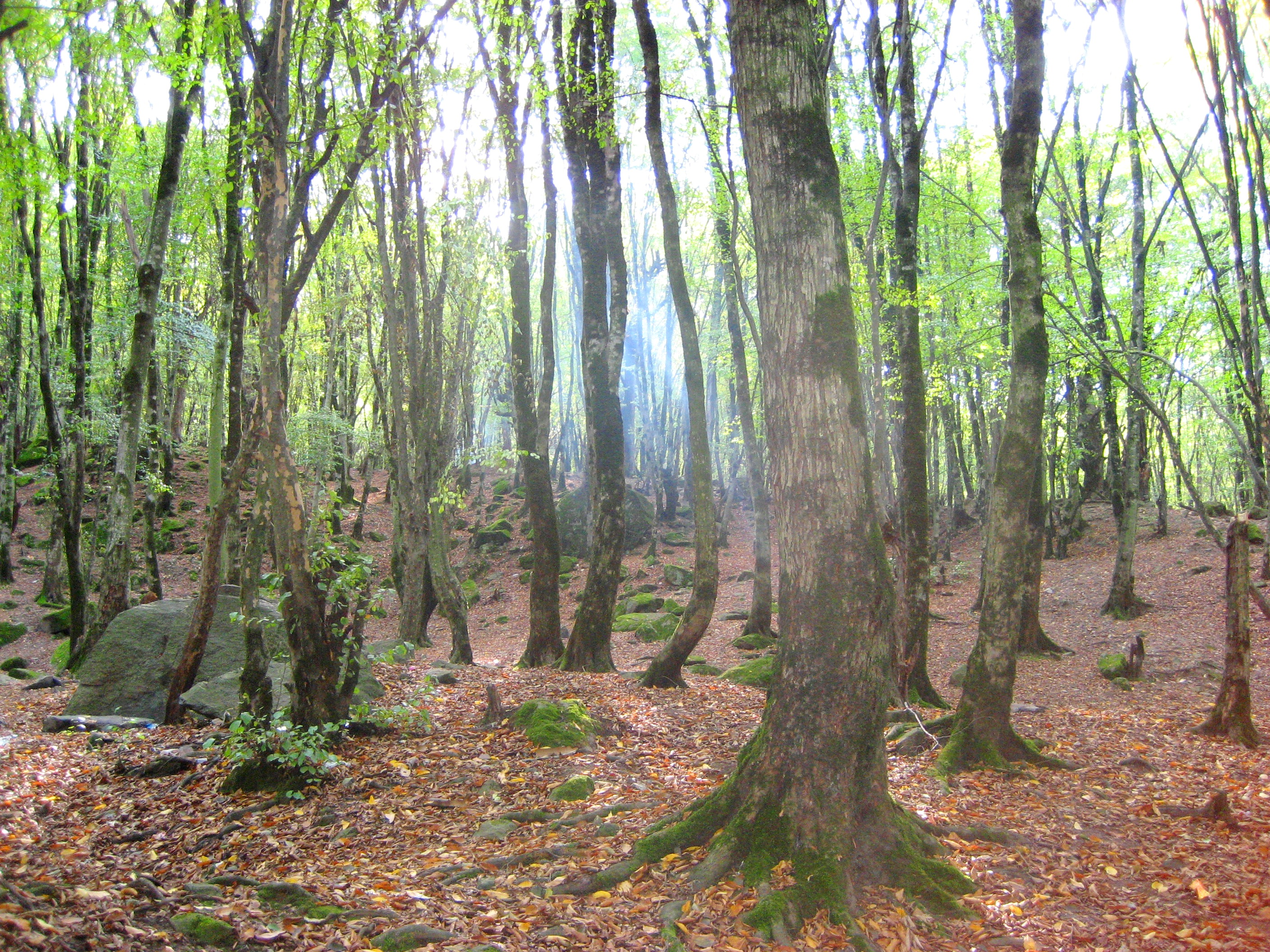
جنگل النگدره
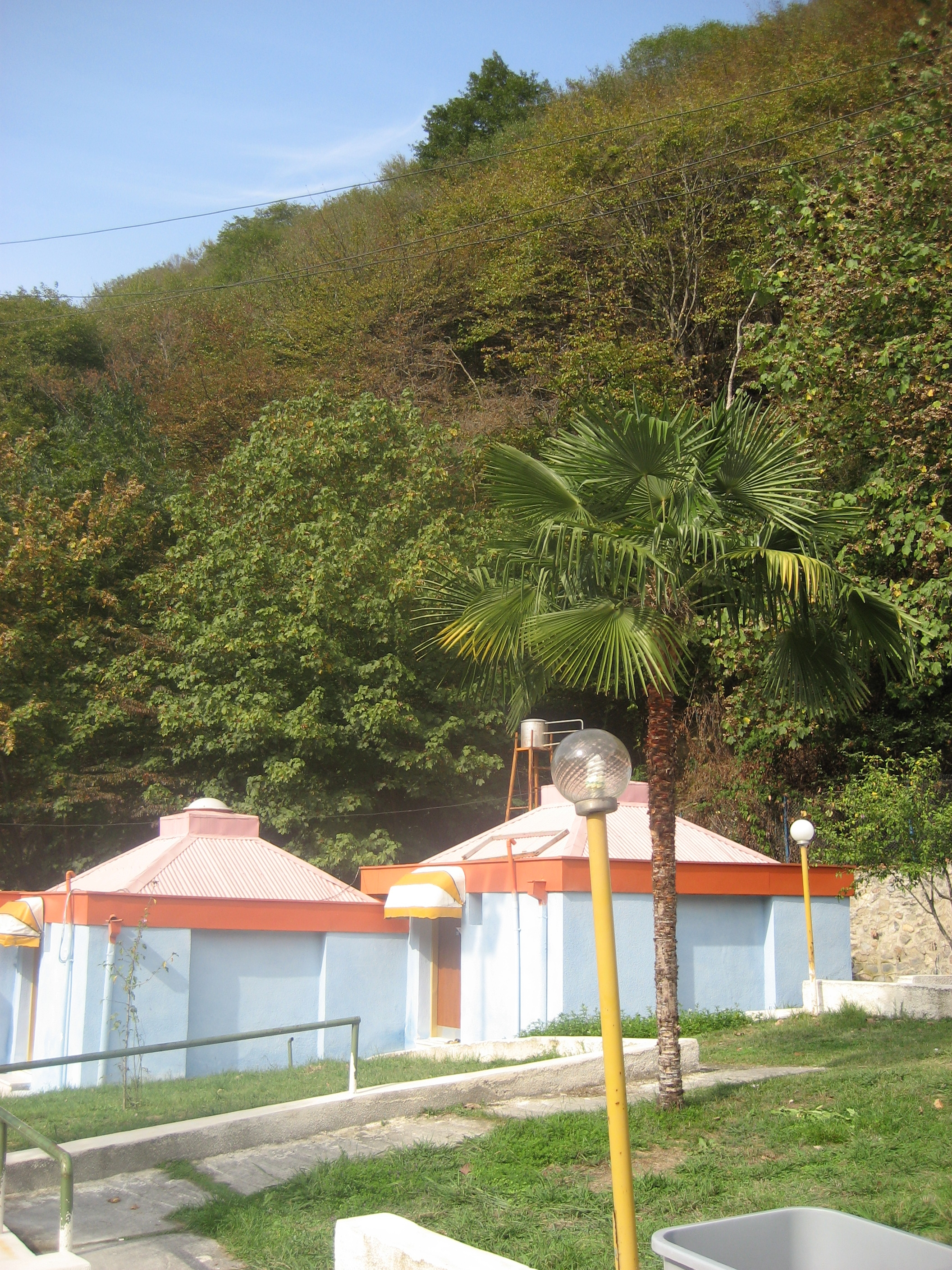
اقامتگاه‌های هتل ناهارخوران